# Franz Breisig
Franz Breisig (19 avril 1868 à Elberfeld - 12 avril 1934 à Berlin) est l'un des premiers ingénieurs de télécommunications allemand. On lui doit diverses inventions visant à améliorer la qualité des signaux de la téléphonie.

## Biographie
Franz Breisig a étudié la physique et les mathématiques à Berlin, Heidelberg, Munich et Bonn. Il fut toujours particulièrement actif au sein des associations étudiantes catholiques du Kartellverband : à Berlin comme membre de la confrérie Askania (aujourd'hui KStV Askania-Burgundia (de)), à Heidelberg dans la confrérie K.St.V. Palatia (de), à Munich dans la confrérie Saxonia et à Bonn dans la K.St.V. Arminia (de). En 1892 il travailla comme conseiller scientifique du bureau d'études des Télégraphes de la Reichspost de Berlin, et enseignait simultanément à l’École des Postes et  Télégraphes, destinée à former les cadres des PTT allemandes. En 1903, cette école professionnelle lui obtint le titre de privat-docent. En 1910, il mit au point un impédance-mètre permettant de tester les circuits atténuateurs utilisés en téléphonie.
Devenu Ingénieur en chef des Télégraphes, Breisig était en 1918 directeur du centre de recherches de la Reichspost  et s'était signalé par les premières recherches sur les quadripôles (terme qu’il a introduit en 1921 : Vierpol), lorsqu'il fut nommé conseiller ministériel aux Télécommunications. À la fermeture de l’École des Postes et  Télégraphes, en 1924, Breisig fut recruté comme professeur honoraire à l’Université technique de Berlin ; il prit sa retraite en 1933.